# Omophron chelys
Omophron chelys (лат.) — вид жуков-жужелиц рода Omophron из подсемейства Omophroninae.
Встречаются в Южной Азии: Индия (штат Сикким). Длина тела 4 мм, ширина 2,7 мм. Тёмно-зелёные, металлически блестящие; клипеус, середина лба коричневые; лабрум, щупики, усики, боковые края проторакса и частично надкрылья и ноги кирпичного цвета. О. chelys похож на Omophron brettinghame, который распространен в Юго-Восточной Азии. По сравнению с этим видом O. chelys имеет несколько более крупную и вытянутую форму тела, более грубую пунктировку на голове, переднеспинке и надкрыльях.